# نقشة حير (شلاهي)
نقشة حير (بالفارسية: نقشه‌حیر) هي قرية تقع في إيران في قسم شلاهي الريفي. يقدر عدد سكانها بـ 607 نسمة بحسب إحصاء 2016.